# 아서 세실 피구
아서 세실 피구(영어: Arthur Cecil Pigou, 영국식 영어 발음: /ˈpiːɡuː/, 1877년 11월 18일~1959년 3월 7일)은 영국의 경제학자이다.

## 생애
아서 세실 피구는 잉글랜드 아일오브와이트주 라이드(Ryde)에서 태어났다.

## 같이 보기
- 피구 효과